# 일리베우통 아우베스 후피누
일리베우통 아우베스 후피누 (1971년 7월 31일 ~ )는 브라질의 축구 선수이다.

## 통계
| 브라질 | 브라질 | 브라질 |
| 연도   | 출전   | 골     |
| ------ | ------ | ------ |
| 1991   | 2      | 1      |
| 1992   | 3      | 0      |
| 1993   | 8      | 0      |
| 합계   | 13     | 1      |